# Eugène Mottaz
Pour les articles homonymes, voir Mottaz.
 (février 2024).
Eugène Mottaz, né à Syens le 22 octobre 1862 et mort à Lausanne le 16 mai 1951, est un enseignant, historien et essayiste suisse du canton de Vaud.

## Biographie
Eugène Mottaz naît à Syens le 22 octobre 1862 et meurt à Lausanne le 16 mai 1951.
Eugène Mottaz fréquente l'école normale de Lausanne et débute comme instituteur dans la campagne vaudoise, puis comme maître de géographie et d’histoire au collège et à l’école supérieure d'Yverdon-les-Bains et enfin dès 1903 à l’école cantonale de commerce.
À côté de l'enseignement, Eugène Mottaz publie des études historiques dans des revues suisses et françaises. Membre fondateur de la société vaudoise d'histoire et d'archéologie en 1903, il dirige la revue historique vaudoise de 1921 à 1948. Entre 1914 et 1921, il fait paraître le dictionnaire historique du canton de Vaud, œuvre collective dont il assure la direction et pour laquelle il rédige des notices. Eugène Mottaz est fait docteur honoris causa de l'université de Lausanne en 1943.

## Publications
- Eugène Mottaz, « La seigneurie de La Mothe », Revue historique vaudoise,‎ 1897, p. 304-308 (lire en ligne).

## Sources
- Fonds : Mottaz (Eugène) (1634-1998) [28 boîtes et 7 boîtes à fiches].  Cote : P Mottaz (Eugène). Archives cantonales vaudoises (présentation en ligne).
- Louis Junod, « † Eugène Mottaz », Revue historique vaudoise,‎ 1951, p. 107–108.
- Gilbert Coutaz, « Deux personnalités de la recherche historique disparaissaient il y a cinquante ans : Eugène Mottaz et Maxime Reymond », Revue historique vaudoise,‎ 2001, p. 189–204.
- Jean-Charles Biaudet, Revue suisse d'histoire, tome 2 (1952) cahier 1.